# Glen Ullin
La ville de Glen Ullin est située dans le comté de Morton, dans l’État du Dakota du Nord, aux États-Unis. Lors du recensement de 2010, sa population s’élevait à 807 habitants.

## Histoire
Glen Ullin a été fondée en 1883.

## Démographie
| 1910 | 1920 | 1930 | 1940 | 1950  | 1960  |
| ---- | ---- | ---- | ---- | ----- | ----- |
| 921  | 875  | 950  | 976  | 1 324 | 1 210 |

| 1970  | 1980  | 1990 | 2000 | 2010 | - |
| ----- | ----- | ---- | ---- | ---- | - |
| 1 070 | 1 125 | 927  | 865  | 807  | - |

## Source
- (en) Cet article est partiellement ou en totalité issu de l’article de Wikipédia en anglais intitulé « Glen Ullin, North Dakota » (voir la liste des auteurs).